# 安徽大学外国語教育センター
安徽大学外国語教育センター（あんきだいがくがいこくごきょういくセンター、安徽大学外国語学院）は、中華人民共和国の安徽大学にある外国語教育センター。
前身は同大学外国語学部である。その成立は1929年に遡り、安徽大学で最も早く成立した学部の一つである。
現在、外国語教育センター（以下「学院」）は英語、ロシア語、日本語、フランス語、ドイツ語及びスペイン語の六つの外国語の本科課程がある。特に、英語は国家レベルの評価があり、総合改革の実験的な専門学科でもある。在職の教職員は合わせて188人で、そのうち専任教師172人、教授9人、准教授36人、博士号所持教師26人、外国人教師8人である。

## 学科・コース

### 日本語学科
学院の日本語学科は、2001年に設立された。 現在、常勤講師7名と日本からの外国人講師1名が在籍している。日本語学科には、教授1名、准教授2名、講師4名がおり、内訳は博士号取得者6名（進行中の博士号取得者を含む）、修士号取得者1名。全員が海外留学や実務経験を有している。
設立以来、日本語学科は3冊の学術単行本、20冊以上の大学教科書、多くの翻訳書を出版し、CSSCIジャーナルに18本、安徽大学向けジャーナルに2本を含む40以上の論文を国内外の雑誌に発表し、国家社会科学基金1プロジェクト、人文社会科学教育部1プロジェクト、省社会科学プロジェクト1つ、省・部門プロジェクト5つ、国際プロジェクト5つを含む20以上のプロジェクトを主催している。
日本語学科は300人以上の卒業生を育て、そのほとんどが安徽省の地方政府、教育機関、中国や外資系企業で活躍している。 毎年、日本語学科の卒業生の中には、中国の名門大学の修士・博士課程への進学を許可・保証された学生や、東京大学、京都大学、名古屋大学、コロンビア大学東アジア研究所、シンガポール国立大学などの海外の名門大学への進学を許可されている。

## 学術研究
学院には「中外言語及び文化」、「比較文学及び世界文学」という二つの二級学科博士課程及び、外国語言語文学という一級学科修士課程がある。その中でも、外国語言語文学は英語言語文学、日本語言語文学、ロシア言語文学、外国語言語学と応用言語学といった四つの二級学科修士課程を含む。それに、世界文学と比較文学の二級学科の修士課程、翻訳専門学位の修士課程（MTI）もある。特に、英語言語文学は安徽省の重点学科である。

## 人材育成
学院は華東地域を中心に、全国を対象とする。ここ数年来、多くの優秀な専門的及び複合的な人材を育成し、今まで、合わせて50人以上の卒業生が外交部に採用された。英語、日本語、ロシア語及びフランス語などの専門学科が外交部の幹部選抜の指定機関になっている。例えば、彭樹傑（国務院副秘書長）、戴慶利（外交部翻訳司副局長）、倪四義（新華社編集長事務室副主任）、桂四海（香港遠航会社社長）、趙一凡（中国社会科学研究院研究員）、顧曰国（北京外国語大学教授）、査道炯（北京大学教授）、朱刚（南京大学教授）、呉嘉（アメリカ国務院国際開発署経済発展官）、郭建強（ニュージーランド議会議員）など、多くの卒業生が各業種の重要な職位に就いている。

## 対外交流
学院はオセアニア文学研究所、ロシア研究センターのもと、対外交流活動を積極的に行い、毎年、数十人の大学生と院生が海外交流学習に参加している。